# Alberto Simonini

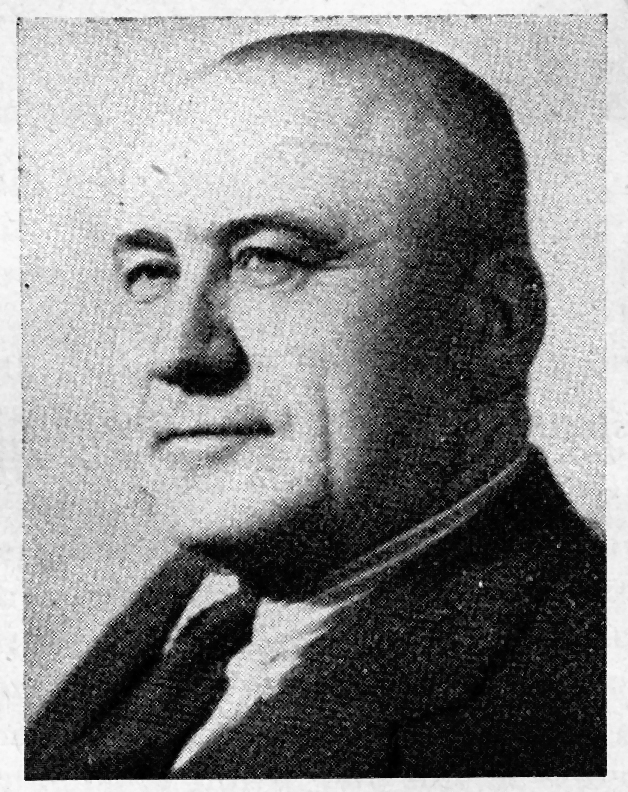
Alberto Simonini (1950er Jahre)

Alberto Simonini (* 19. Februar 1896 in Reggio nell’Emilia, Provinz Reggio Emilia; † 6. Juli 1960 in Straßburg) war ein italienischer Politiker der Sozialistischen Partei Italiens PSI (Partito Socialista Italiano), der Italienischen Sozialistischen Partei der Proletarischen Einheit PSIUP (Partito Socialista Italiano di Unità Proletaria), der Sozialistischen Partei der italienischen Arbeiter PSLI (Partito Socialista dei Lavoratori Italiani) sowie der Sozialistisch-Demokratischen Partei Italiens PSDI (Partito Socialista Democratico Italiano), der zwischen 1945 und 1946 Mitglied des Nationalrates (Consulta Nazionale), von 1946 bis 1948 Mitglied der Verfassunggebenden Versammlung (Assemblea Costituente) sowie von 1948 bis 1960 Mitglied der Abgeordnetenkammer (Camera dei deputati). Er war zwischen Februar 1948 und Mai 1949 als Parteisekretär (Segratari) Vorsitzender der PSLI, die sich 1952 in PSDI umbenannte. Darüber hinaus war er von 1950 bis 1951 Minister für die Handelsmarine sowie zwischen 1958 und 1959 Minister für Post und Telekommunikation. Darüber hinaus war er als Vertreter des italienischen Parlaments zwischen 1954 und 1956 und von 1957 bis zu seinem Tode 1960 Mitglied des Europäischen Parlamentes beziehungsweise der Vorgängerorganisationen.

## Leben

### Gewerkschafter, Mitglied des Nationalrates und der Verfassunggebenden Versammlung
Alberto Simonini trat 1912 der Sozialistischen Partei Italiens PSI (Partito Socialista Italiano) als Mitglied bei und war als Gewerkschaftsfunktionär tätig. Als Anhänger der Reformisten wechselte er 1922 zur Sozialistischen Einheitspartei PSU Partito Socialista Unitario, die sich 1927 in Sozialistische Einheitspartei der italienischen Arbeiter PSULI (Partito Socialista Unitario dei Lavoratori Italiani) umbenannte und sich im Juli 1930 wieder mit dem Partito Socialista Italiano vereinigte. Er war zwischen 1930 und 1947 wieder Mitglied der PSI, zog sich aber in der Zeit des Faschismus weitgehend ins Privatleben zurück. Erst 1943 begann er wieder mit seinem politischen Engagement im PSI, die zu der Zeit den Namen Italienische Sozialistische Partei der Proletarischen Einheit PSIUP (Partito Socialista Italiano di Unità Proletaria) bekam.
Nach dem Ende des Zweiten Weltkrieges war Simonini zwischen dem 25. September 1945 und dem 24. Juni 1946 Mitglied des Nationalrates (Consulta nazionale). Bei der Wahl am 2. Juni 1946 wurde er für den PSIUP im Wahlkreis Parma zum Mitglied der Verfassunggebenden Versammlung (Assemblea Costituente) gewählt und gehörte dieser bis zum 31. Januar 1948 an. Während dieser Zeit war er zwischen dem 19. Juli und dem 11. September 1946 Mitglied der Verfassungskommission (Commissione per la costituzione) und danach vom 24. September 1946 bis zum 31. Januar 1948 Präsident der Dritten Kommission zur Prüfung von Gesetzesentwürfen (Terza commissione per l’esame dei disegni di legge). Des Weiteren war er zwischen dem 11. September 1947 und dem 31. Januar 1948 Mitglied der Dritten Unterkommission (Terza sottocommissione). Am 3. Februar 1947 wechselte er zur Sozialistischen Partei der italienischen Arbeiter PSLI (Partito Socialista dei Lavoratori Italiani) und war als Nachfolger von Giuseppe Saragat zwischen Februar 1948 und seiner Ablösung durch Ugo Guido Mondolfo im Mai 1949 als Parteisekretär (Segratari) war er Vorsitzender der PSLI, die 1952 in Sozialistisch-Demokratischen Partei Italiens PSDI (Partito Socialista Democratico Italiano) umbenannt wurde.

### Mitglied der Abgeordnetenkammer und Minister

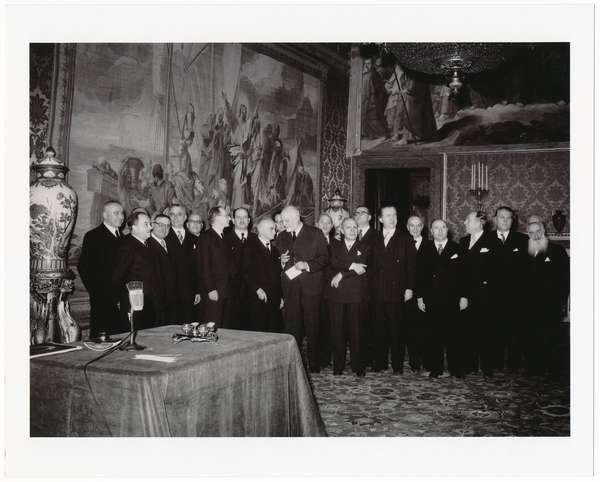
Kabinett De Gasperi VI (1950).

Bei den Wahlen vom 18. April 1948 wurde Alberto Simonini für den PSLI zum ersten Mal zum Mitglied der Abgeordnetenkammer (Camera dei deputati) gewählt. Die PSLI befand sich in einem Fraktionbündnis, das zunächst Unità Socialista (1. Juni 1948 bis 31. Januar 1950) hieß, daraufhin Partito Socialista Unitario (31. Januar 1950 bis 18. Mai 1951) und im Anschluss Partito Socialista (SIIS) (18. Mai 1951 bis 29. Januar 1952), ehe es am 29. Januar 1952 den Namen Sozialistisch-Demokratische Partei Italiens PSDI (Partito Socialista Democratico Italiano) annahm. In der darauf folgenden ersten Legislaturperiode (1948 bis 1953) war er zwischen dem 15. Juni und dem 14. September 1948 Präsident der Kommission für öffentliche Arbeiten (VII Commissione (Lavori pubblici)). Danach war er vom 14. September 1948 bis zum 1. Juli 1949 Mitglied der Kommission für Innere Angelegenheiten (I Commissione (Affari interni)) sowie zwischen dem 1. Juli 1949 und dem 10. Juli 1951 wiederum Mitglied der Kommission für öffentliche Arbeiten. Am 27. Januar 1950 übernahm er im Kabinett De Gasperi VI den Posten als Minister für die Handelsmarine (Ministro della Marina mercantile) und bekleidete dieses bis zum 5. April 1951, woraufhin Raffaele Petrilli ihn ablöste. Er war daraufhin zwischen dem 10. Juli 1951 und dem 24. Juni 1953 Mitglied der Kommission für den Verkehr (VIII Commissione (Trasporti)).
Simonini wurde für den PSDI im Wahlkreis Parma bei den Wahlen vom 7. Juni 1953 wieder zum Mitglied der Abgeordnetenkammer gewählt. In der zweiten Legislaturperiode (1953 bis 1958) war er zwischen dem 1. Juli 1953 und dem 11. Juli 1958 Mitglied der Kommission für Arbeit und soziale Sicherheit (XI Commissione (Lavoro e Previdenza sociale)). Des Weiteren fungierte er zeitweise als Vizepräsident von verschiedenen Sonderkommissionen zur Untersuchung von Gesetzesentwürfen wie zu Organisation und Aufgaben des Nationalrates für Wirtschaft und Arbeit (Nr. 568), zu Änderungen und Ergänzungen der Bestimmungen für Kinos (Nr. 1947), zu Vorschriften über Vermietung und Untervermietung von städtischen Immobilien und über Vermietung und Rücktritt (Nr. 1264) sowie zu Maßnahmen für Süditalien, Ausführung außergewöhnlicher Arbeiten im öffentlichen Interesse in Nord- und Mittelitalien und andere Gesetzesvorschläge für Süditalien (Nr. 2453 und Nr. 2454). Nachdem er zwischen dem 5. Mai 1954 und dem 11. Juni 1958 Vertreter der Abgeordnetenkammer bei der Versammlung der Europäischen Gemeinschaft für Kohle und Stahl (EGKS) war, war er vom 5. März bis zum 11. Juni 1958 Vertreter der Abgeordnetenkammer bei der Versammlung der Europäischen Gemeinschaften und damit Mitglied des Europäischen Parlamentes beziehungsweise der Vorgängerorganisationen. Ferner war er vom 18. Juli 1955 bis zum 11. Juni 1958 Sekretär der Parlamentarischen Kommission für Rundfunkaufsicht (Commissione parlamentare per la Vigilanza sulle Radiodiffusioni). Zuletzt fungierte er zwischen dem 31. Dezember 1956 und dem 11. Juni 1958 auch als Fraktionsvorsitzender (Capogruppo) der PSDI-Fraktion in der Abgeordnetenkammer.
Bei den Wahlen am 25. Mai 1958 wurde Alberto Simonini für den PSDI im Wahlkreis Parma noch einmal zum Mitglied der Abgeordnetenkammer gewählt, der er nunmehr bis zu seinem Tode am 6. Juli 1960 angehörte. Während der dritten Legislaturperiode (1958 bis 1963) war er vom 12. Juni 1958 bis zum 30. Juni 1960 wieder Mitglied der Kommission für Verkehr. Am 1. Juli 1958 übernahm er im Kabinett Fanfani II das Amt als Minister für Post und Telekommunikation (Ministro delle Poste e Telecominicazioni) und bekleidete dieses bis zum 15. Februar 1959. Er war ferner vom 18. Juni 1959 bis zum 6. Juli 1960 wieder Mitglied des Europäischen Parlaments.